# 华裔美国人
華裔美國人（英語：Chinese Americans）又稱美籍華人或美國華裔，指具有華裔血統的美國國民，是亞裔美國人和海外華人的一部分。华裔美国人包括来自华人地区和世界各地後來歸化美國公民的华裔，以及他們在美國自然出生的後代。截至2018年，總人數有約514萬人，佔美國總人口中約1.5%，高於其他亞裔在美國所佔的比例，同年間華裔占亞裔美國人口中約22.4%。美籍華人大多數居住在紐約大都會地區、旧金山湾区及大洛杉矶地区。
過去200年來，华裔美国人曾受歧視，著名的《排華法案》直到1943年才被廢止。加利福尼亚州議會於2009年、美國參議院於2011年，正式向华裔美国人為歷史的排華法案道歉。
在美國，华裔被認為「模範」少數族裔，比一般的美国人更容易获得成功，也为许多人所歧视。

## 歷史
普遍上认为华裔“移民”美洲最早在1785年。那一年，被美国人奥多奈尔（John O’Donnell）招募的32名印度以及4名中国水手乘着美国商船“帕拉斯号”（PALLAS），抵达了马里兰州的巴尔的摩，首次将亚洲货品输送到美洲，有记录显示这些劳工曾要求美国政府将他们送回母国，其后再也没有这4名中国水手的消息，没有任何资料显示他们在美国定居。因此，一般上，华裔移民美国只能追溯到1820年代，历史上，华裔移民美國有數次移民潮。據美國政府記載，首次的移民潮大約發生在1820年左右。從1820年代到1840年代末的中國移民以男性為主，每次數量很少。不過，由於移民地區只有少數的中國女性，很多移民都選擇與當地的歐洲移民的女性後裔結婚（包括一些愛爾蘭裔）。這一時期最著名的华裔移民是舉世聞名，具有華裔血统的暹羅雙胞胎。 

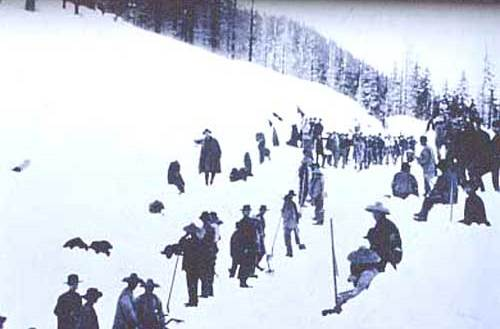
雪中的華裔鐵路工人， 19世紀

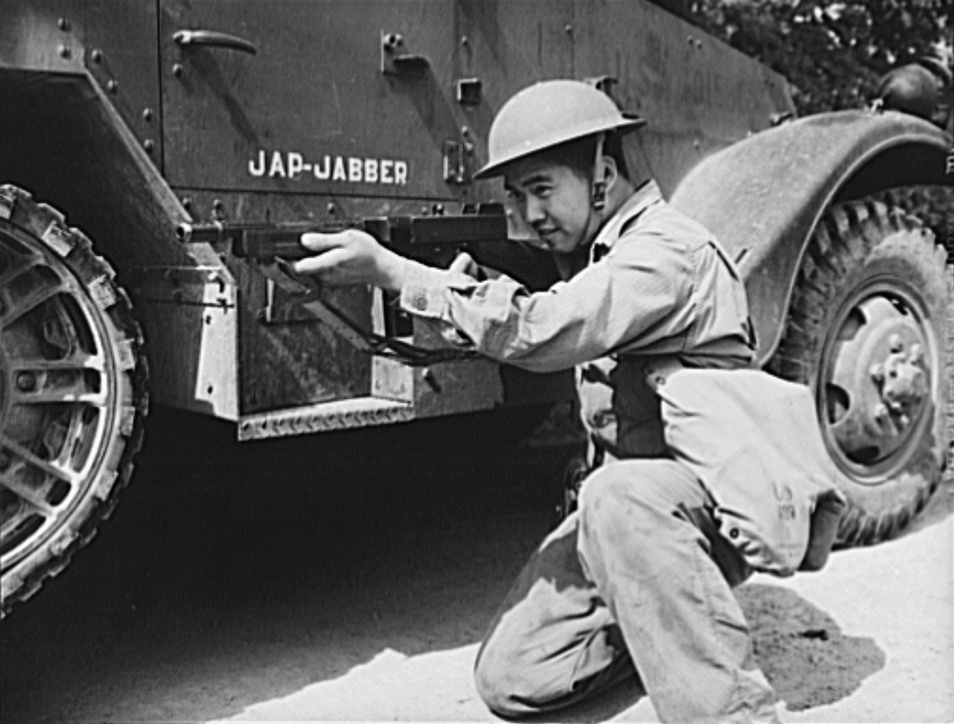
二戰期間一名受訓中的華裔美軍士兵，1942年

較大的华裔移民潮始於1850年代。當時北美西岸在加州淘金潮期間得以迅速開發；中国南方廣東政治與經濟動蕩不安，許多貧困、操粵語台山話和粵語廣州話（即標準粵語）的华裔移民從廣東省來到美國修建铁路。他們不願再忍受家鄉貧困的生活景況，情願為預付金簽下往美國長期勞動的合同。許多人把掙來的錢全寄回家，不再期望能活著回家。他們的實況就有如「賣豬仔」。
1868年美国和清政府签订《中美天津條約續增條約》（又稱《蒲安臣條約》），其第五条款规定华裔愿常住美国或入美国籍，皆须听其自由不得禁阻。此条约为美国和加拿大来华招揽大量华工开方便之門。1871年，在洛杉磯的華人有19名華裔人士被屠殺。1877年美国加州经济转入低迷，出现第一次排华浪潮。1880年美国与清廷签订《中美續修條約》，其第一条规定限制华裔到美的人数和年限。1882年，美國通過《排華法案》禁止中國移民。許多西部州也開始生效了一些有種族歧視的法律，使得中國和日本移民很難擁有自己的土地或者找到工作。這些法律直到1950年代民權運動開始時才被廢止。
第二波華裔移民出現在第二次世界大战後的1950年代至1970年代。美國移民法在1952年和1965年兩次修正後，大幅增加了對來自亚洲的移民的配額。此時華裔移民主要來自英国統治下的香港和中華民國統治下的臺灣。值得注意的是，中華民國政府在1949年因第二次国共内战後遷往臺灣以來，在臺灣實施動員戡亂及戒嚴等政策嚴格限制人民遷徙自由。人民如無留學、商務、或探親等必要理由，要取得中華民國護照出國十分困難。因此，在此時期自臺灣移民美國的大部份人口，實際上為來自民國時期的中国大陆，後隨政府遷臺而遷居臺灣，又與政府關係良好之「外省人」二次移民之結果。又因為此時期之美国外交政策承認中華民國政府為代表中國之唯一合法政府，移民法中分配予「中國」之配額實際上由來自臺灣之移民所使用。而當時的香港則被視為英國之建制属地而擁有獨立之配額。1970年代，臺灣經濟漸趨發達，有能力負擔移民相關費用的臺灣人口逐漸增加。然而在外交上，中華民國政府卻遭遇1971年退出聯合國，以及1979年與美國斷交等國際事件打擊。政治經濟雙重效應下，引發了一波自臺灣移民美國之移民潮。
第三波華裔移民出現在1980年代以後。中华人民共和国於1978年開始實施改革开放政策，並於1979年和美国建交。來自中华人民共和国所統治的中国大陆移民在1980年代越來越多。這群新华裔移民傾向集中在市郊地區，遠離市區的唐人街，並以說普通話及寫简体汉字為主。因來自中华人民共和国移民的增加，導致給予「中國」的年度移民配額快速用罄開始排期的情形。後在臺灣裔美國人的請願下，美国国务院始修改法律，自1982年起給與出生在「臺灣」之移民相當於一個國家之獨立配額。之後由於中華民國政府在1980年代末期實施臺灣民主化，本土臺灣人之遷徙移民自由獲得保障，移民美國人數漸增。「臺灣裔美國人」逐漸取代「华裔美国人」成為近期自臺灣移民美國的主流認同。

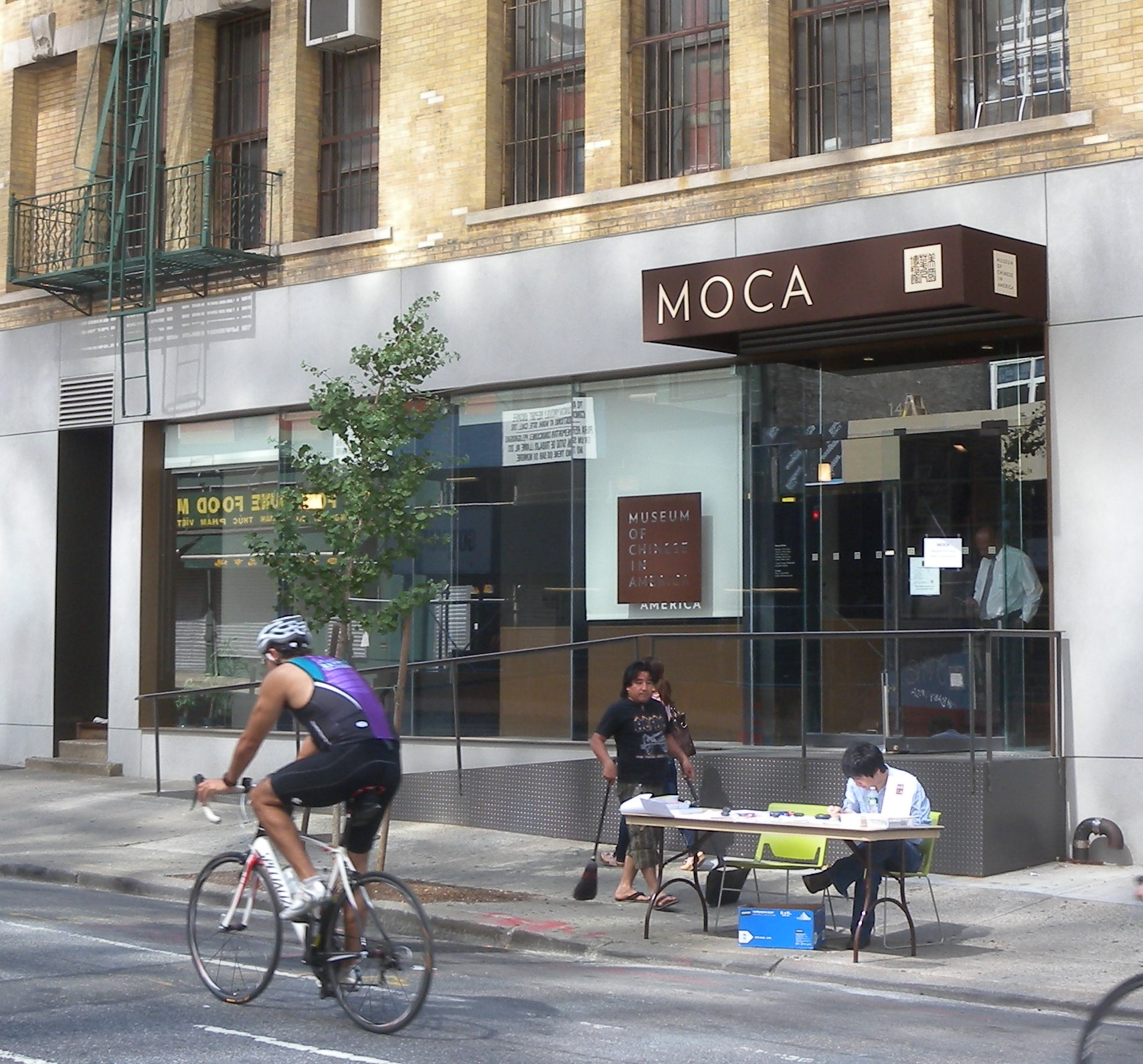
自1980年起，曼哈頓唐人街的美國華人博物館就一直記載著美國華僑的歷史

按照「美國憲法第十四修正案」和1898年美國最高法庭對「美國訴黃金德案」的判決，任何在美國出生的华裔皆是美國公民。歸入美國籍時，移民並不需要放棄原有的國籍。
2020年3月，由於2019冠狀病毒病疫情在美國爆發，在休士頓、波士頓、紐約市、舊金山、洛杉磯的唐人街當地餐廳客流量大幅下降。

## 人口
历年华裔美国人的人口数如下图所示：
| 年份   | 华裔人口数目 | 美國人口    | 華人/每萬人 |
| 1850年 | 4,018        | 23,191,876  | 1.7         |
| 1860年 | 34,933       | 31,443,321  | 11.1        |
| 1870年 | 63,199       | 38,558,371  | 16.2        |
| 1880年 | 105,465      | 50,189,209  | 21.0        |
| 1890年 | 107,488      | 62,979,766  | 17.0        |
| 1900年 | 89,863       | 76,212,168  | 11.8        |
| 1910年 | 71,531       | 92,228,496  | 7.8         |
| 1920年 | 61,639       | 106,021,537 | 5.8         |
| 1930年 | 74,954       | 123,202,624 | 6.1         |
| 1940年 | 77,504       | 132,164,569 | 5.9         |
| 1950年 | 117,629      | 151,325,798 | 7.8         |
| 1960年 | 237,292      | 179,323,175 | 13.2        |
| 1970年 | 435,062      | 203,211,926 | 21.4        |
| 1980年 | 806,040      | 226,545,805 | 35.6        |
| 1990年 | 1,645,472    | 248,709,873 | 57.8        |
| 2000年 | 2,432,585    | 281,421,906 | 86.4        |
| 2010年 | 3,347,229    | 309,162,581 | 108.3       |

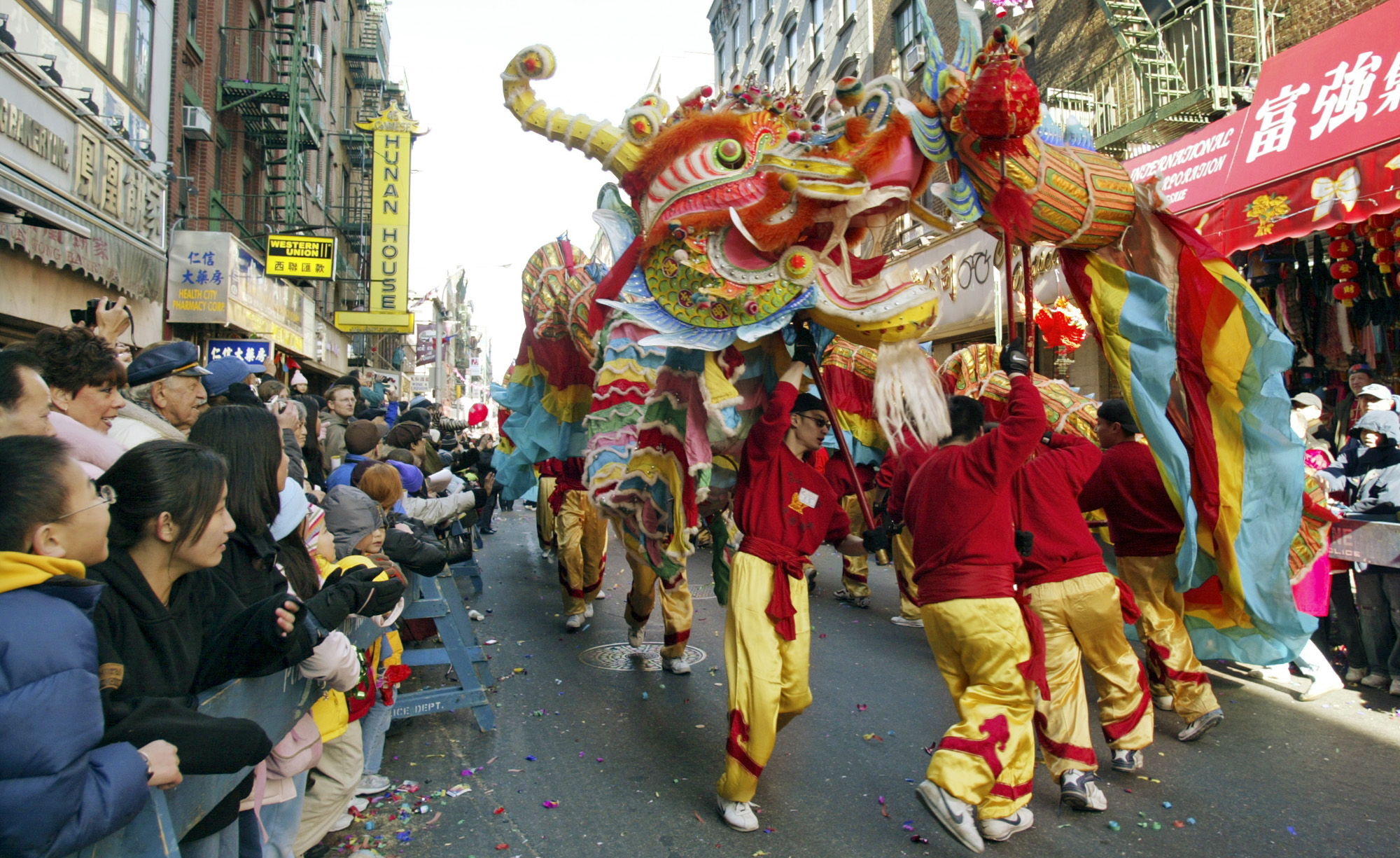
纽约曼哈顿华埠景象。纽约是亚洲外最大的海外华人聚居地

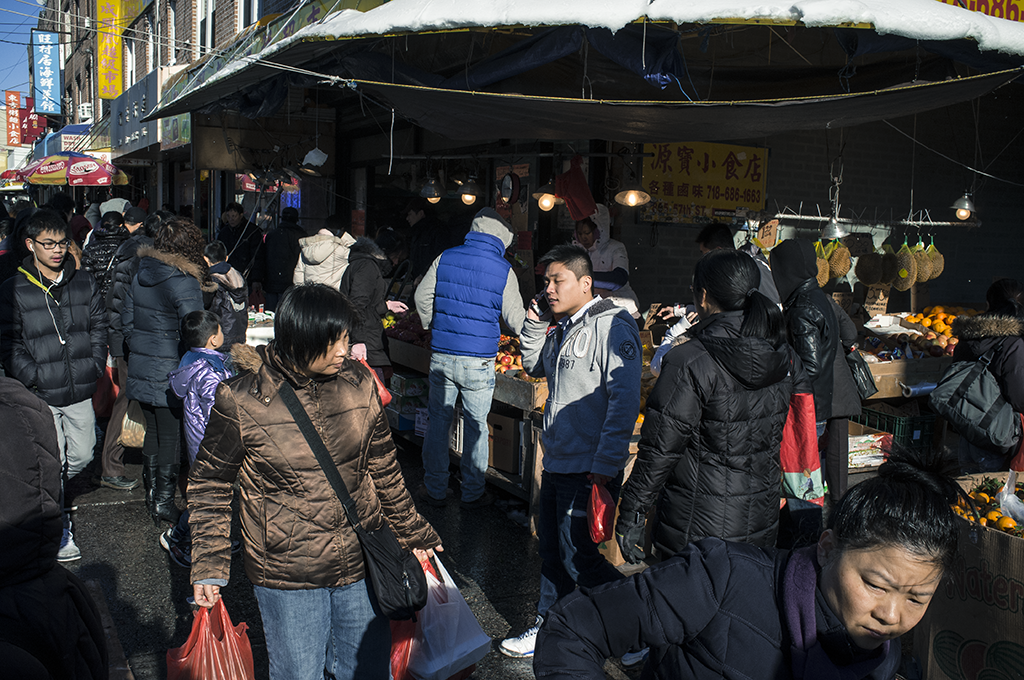
纽约布鲁克林华埠

传统意义上的华裔美国人大多聚居於州內大城市的唐人街，與同鄉一起生活。但是也有例外。有大量华裔美国人的美國城市包括紐約、舊金山、洛杉磯、休斯敦、西雅圖、費城、芝加哥、波士頓、華盛頓特區、巴爾的摩和波特蘭。從1960到1970年代，這些城市大多有唐人街，新舊住有移民。在一些地區，华裔美国人和其他亞裔群體保持密切聯繫，特別是越南裔美国人。這些聯繫是有幫助的，事實上許多越南裔美国人在民族上是华裔，因此大部分越南華裔美国人並不將自己歸入越南裔美国人。

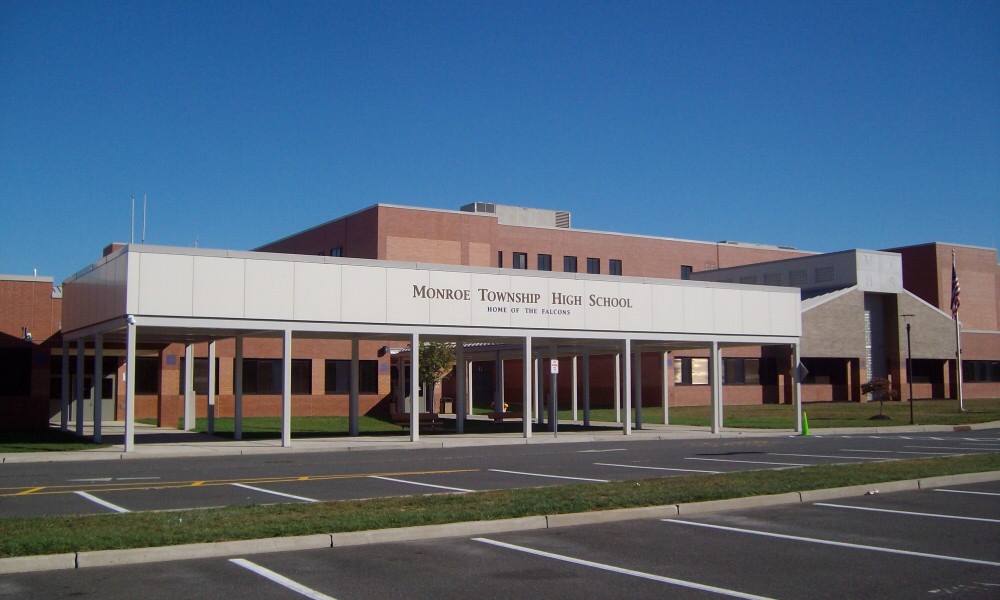
(紐約附近) 新澤西州父母必須居住在門羅鎮，孩子才能就讀這所高中, 在教育城。

除了大城市，小部分华裔美国人散居遍及美國的鄉村小鎮，特別是一些大學城。2000年，华裔美国人占加州人口接近3%，東北部佔超過1%。在夏威夷這個歷史上亞裔比重較高的州，佔接近10%。
整體上，华裔美国人由於移民繼續高速增長，而平均出生率低於美國白人，人口相對迅速老化。從中國收養小孩，尤其是女孩，也增加了华裔美国人的數量，儘管大部分收養者是白人父母。
华裔美国人的收入和社會地位很廣泛。儘管許多住在大城市唐人街的華裔是貧窮的，那些受過良好教育的上層人士住在諸如丘珀蒂诺、帕羅奧多、奇諾崗、鑽石吧、聖馬力諾這樣的地方。上層和下層华裔的社會地位區別很大。下層华裔常常被上層歧視，看成未受教育的工人，非法移民。例如在聖蓋博谷，儘管蒙特利公園和圣玛利诺兩座城市都是华裔美国人社區，地理上彼此靠近，卻被巨大的社會經濟和收入差異區別開。

## 政治狀態

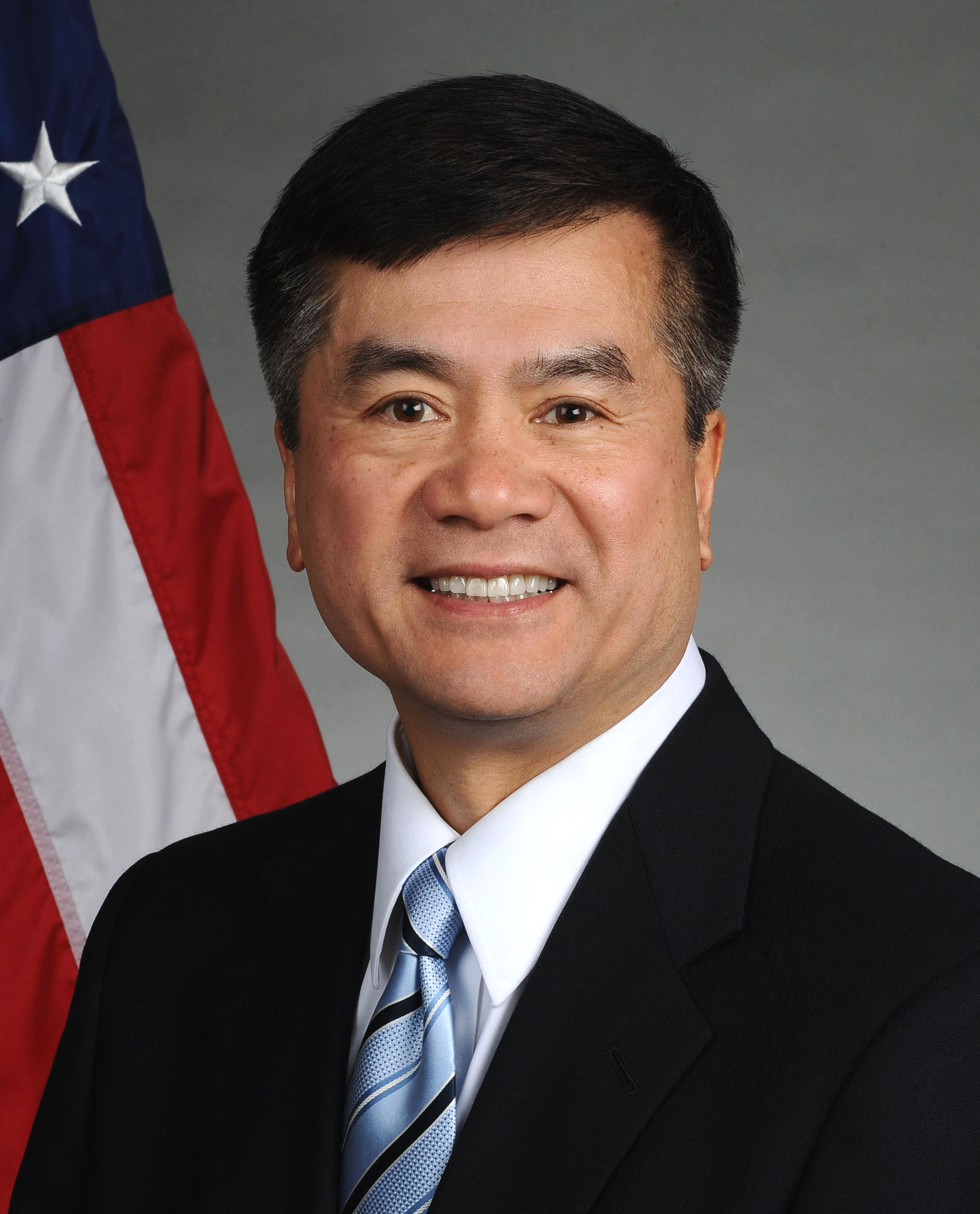
1997年至2005年的华盛顿州州长駱家輝（Gary F. Locke）是第一位华人美国州长。后于2011年至2014年担任美国驻华大使，是第一位美国华人驻华大使

华裔美国人的社群組織頗為複雜，與世代、籍貫、社會經濟水平等因素皆有關係，在美國自由的風氣下，對於台海兩岸的政治立場更是多元，有積極支援或敵視某一方的，也有漠不關心的。因此，华裔美国人並沒有統一的政治團體或政治觀點。但在美國本土的政治，因多數華人聚居在東西岸的大城市，而大城市和都會區多數是民主黨執政。會投票的美國華人選民當中，逾75%的華人投票支持民主黨。

### 國外出生美国美國之华裔
第一代的美国华侨可以根据不同时期，分为几个群体：
1. 19世纪中期至20世纪初期，主要來自大清帝國廣東省相當於今日之广州、台山一帶之華人移民。多為离乡背景来到美国从事劳力工作的华工，語言以粵語的台山話和廣州話為主。
2. 1950年代至1970年代，主要來自中華民國統治下的臺灣和英国統治下的香港之華人移民。由于中华人民共和国建立初期并未与美国建交，加上冷战的缘故，这个时期從中华人民共和国統治下的中国大陆來美的移民几乎不存在（不包括领养中国孩童）。而此時期自臺灣移民美國的大部份人口，實際上為來自民國時期的中国大陆，後隨政府遷臺而遷居臺灣之「外省人」二次移民之結果。英屬香港之移民此時相對最為自由。此時期之華人移民語言，以中華民國國語以及香港粵語（與早期移民的廣州話互通）為主。
3. 1980年代至今，主要來自中华人民共和国統治下的中国大陆之華人移民，語言以普通话為主（與早期移民的中華民國國語互通）。1977年中美建交，但中国大陆直到1980年代后期才对国人出境有所松动。1990年代以后，中国大陆移民美国的人数才有大幅度增加，其中包括留学生、技术专才和投资为主的合法移民，以及低技术工人为主的合法移民和非法移民。
4. 各時期其他来自两岸四地以外其他國家地区的海外华人。家族之先祖自中國的侨乡移民至其他國家成為海外华人後，後輩再自該國移民美國。

1965年起，美國移民法確認「每個国家享有相同數量之移民配額」的原則，而每個附屬於主权国家的属地亦享有相同數量之移民配額，但比國家的配額少。法案通過後，「中國」取得国家之移民配額，與「香港」取得属地之移民配額。美国外交政策在1978年以前承認中華民國為「中國」，1979年以後改承認中华人民共和国為「中國」。後在臺灣裔美國人的請願下，美国国务院始修改法律，自1982年起給與出生在「臺灣」之移民相當於一個國家之獨立配額。

### 美国出生华裔
第二代华裔美国人，即美国出生华裔，在两岸四地称作ABC（American Born Chinese），实际上美国官方没有这种用词，已经融入美国社会的美国出生华裔也极少如此自称。
美国出生华裔包括以上几个群体在美国自然出生的后裔，根据法律的规定，他们可以自动获得美国公民的身份。

## 語言
根據美國人口調查局，漢語為美國第三大語言，在加利福尼亞州，由於华裔移民人數眾多，漢語為常見的語言。其中有200萬美國華裔至少會說一種漢語，主要是講粵語。在紐約，官话隨處可見，來自福建福州長樂的移民帶來閩東語福州話（長樂話），閩南語使用者大多來自閩南、潮州、臺灣和東南亞華人聚居地區，吳語使用者主要來自江浙的東南部。雖然美國华裔第一語言為英語，但基於傳承文化和維持親族間的聯繫，大部分美國华裔都會教導其子女學習中文，隨著來自中國大陸新移民成為華人社會的主流，簡體漢字是美國華裔使用最多的書面語言，但美國的中文公告和中文標語一般都是使用繁體漢字。
| 州屬         | 漢語使用人數 |
| ------------ | ------------ |
| 加利福尼亞州 | 815,386      |
| 紐約州       | 374,627      |
| 德克萨斯州   | 91,500       |
| 新澤西州     | 84,345       |
| 麻薩諸塞州   | 71,412       |
| 伊利諾州     | 65,251       |

| 漢語                      | 使用人數' | 誤差範圍 | 使用英語能力"非常好" | 誤差範圍 |
| ------------------------- | --------- | -------- | -------------------- | -------- |
| 漢語(“Chinese”，原文如此) | 1,867,485 | 13,875   | 1,054,885            | 8,578    |
| 粵語                      | 458,840   | 6,487    | 257,625              | 4,433    |
| 官话                      | 487,250   | 7,953    | 240,810              | 5,571    |
| 閩東語                    | 1,450     | 455      | 1,175                | 418      |
| 閩南語                    | 77,675    | 2,687    | 44,140               | 1,939    |

## 宗教
美國華人宗教信仰 (2012)
大多數美國華裔社群對於宗教信仰無表態。43%的美國華裔轉換不同的宗教，54%的美國華裔只有童年時有宗教信仰。根據皮尤研究中心在2012針對美國華裔調查，52%的15歲以上的美國华裔表示他們沒有宗教信仰。調查對像中，有15％為佛教徒，8％信奉天主教，22％信奉基督新教，3％為中國民間信仰與道教。

## 歧視問題

### 來自美國的歧視

#### 侵犯公民權利
1982年，美籍華人陳果仁遭克萊斯勒公司車間主管羅納德·艾班斯及其繼子邁克爾·尼茲用棒球棍打死，兩名行兇者在庭上認罪，卻被法官輕判。這起案件引起全美亞裔族群的不滿和抗議，案件焦點從一起謀殺案轉變成對公民權利的侵犯，在亞裔美國人爭取身份認同和公正待遇的社會運動中，具有特殊的意義。

#### 種族限制
2016年，AB1726提案（又称为“亚裔细分法案”）旨在将亚裔和夏威夷岛屿的少数族裔细化，分为中国人、孟加拉人、印尼人、马来西亚人等21个族群。有专家直言这一提案的目的是用种族配额的方法限制亚裔人口在接受高等教育、公司录取和政府雇佣等层面的机会。许多研究表明，这些高校“长期持续性以及系统化地歧视亚裔申请学生”。印度裔工程师学会华盛顿特区分会会长阿贾伊·科塔里博士说“你可以通过好莱坞电影和电视了解这个国家，尤其是所谓的自由建制派，他们只关心非裔美国人问题，不会在乎亚裔美国人。”
2017年，美国司法部表示正调查哈佛大学涉嫌在招生过程中歧视亚裔考生的指控。但哈佛大学方面没有配合调查，其律师声称招生方式已获得联邦法院认可。而普林斯顿大学一项研究发现，亚裔学生的SAT成绩需要比白人高出140分，比拉美裔高270分，比非洲裔高450分才能进入美国一流大学，超高的分数线被称为“亚裔税”。哈佛大学在招生过程中歧视亚裔的行为，使得美国高校在招生过程中滥用“平权法案”的问题再次受到关注。
2017年6月，长期为亚裔在美国追求平等权利而发声的加利福尼亚大学哈斯汀法学院教授及前任校长兼教务长吴华扬表示，亚裔在美国社会的可见度已有所提高，但因为“优秀”的表现而仍然受到歧视。吴华扬又指出，美国一些大学招生中出现限制亚裔学生名额的现象是一种種族歧视。

#### 暴力事件
2012年5月25日，纽约两名年近七旬的华裔老翁吃过晚饭后在街区上散步，期間遭到三名年龄看上去还不到20岁的黑人青少年无故殴打，該三名黑人青少年被拘捕後表示之所以要殴打两名华裔老翁，是“因为他们是華人”。据透露，被捕的三名非裔青少年事实上早有前科，早前有华裔学生在家长陪同下前往五分局报案，表示遭遇街头暴力，也是涉案三人所为。
2016年9月，美國嘻哈歌手YG所創作的一首名為《遇見劫匪》（Meet the Flockers）的歌曲有煽動搶劫華人的內容，引起華裔族群的反感，11萬人向白宮聯署請願信，然而白宮認為「這屬於言論自由範圍」，白宮的回應被批評為雙重標準，「如果換成Nigger（指帶有歧視性的黑人稱謂），白宮也是同樣回答嗎？」。

#### 指控為間諜
2014年10月20日，美国商务部隶属国家海洋和大气管理局员工陈霞芬在办公室内被6名联邦调查局探员逮捕，被指控涉嫌窃取政府机密数据等8项罪名。2015年3月，美国司法部因检方没有发现任何相关证据，撤消對陈霞芬的控诉。检方撤销指控之后，美国商务部重新对她提起指控，并将她解雇，原因与之前诉讼的理由有诸多重合。2017年3月，陈霞芬提出民事诉讼，起诉美国商务部就业歧视。2018年4月24日，美国绩效系统保护委员会首席行政法官裁定，美国商务部没有理由解雇陈霞芬，命令商务部恢复陈霞芬的工作，并支付她的工资和福利。
2015年5月21日，任职于美国天普大学的美籍华裔科学家郗小星在费城郊区的家中被联邦调查局探员逮捕，指控其涉嫌将美国机密敏感国防科技输送给中国企业的四项重罪。几个月后，由于没有发现任何可以确凿证据，美国司法部撤销对郗小星的全部指控。
2018年，联邦调查局局长克里斯托弗·A·雷在一场国会听证会公开宣称，在美国“几乎所有领域中学习和工作的华人教授、科研人员、学生都可被视之为非传统的情报收集人员，他们有可能秘密地在为中国政府收集情报。”雷还进一步宣称，他认为在美华人学生和学者是美国国家安全的威胁，需要美国全社会关注应对。这一言论随后得到了中央情报局长等多名美国高官的附和。

### 來自中國大陸的歧視
在文化大革命期間，美籍華人與其他海外華人一樣被中華人民共和國政府視為典型的資產階級，屬於階級鬥爭的對象，他們在中國大陸的親屬，背著可能與敵對勢力聯繫的標籤，遭受到特別的猜疑與監視。 直到1970年代末期鄧小平推動改革開放以後，這種態度才得以改變。
在美國出生的華裔，自身的身份認同是美國人，從小接受美國教育，往往與父母輩的中國思維有隔閡，這種文化差異讓他們被貼上「香蕉人」的歧視稱謂。

## 影響

### 飲食
目前，華裔美國人大部分喜歡吃粽子、餃子、牛肉麵、宮保雞丁、麻婆豆腐等中國菜，另一方面，部分華裔美國人喜歡吃炸雞、漢堡包、薯條、色拉、披薩以及起司。在手機上，如果華人用戶願意吃中國菜，可以透過第三方外送服務點餐來配送到收貨地址。

### 服裝
目前，華裔美國人大部分穿休閒服、西裝，但部分華裔美國人穿漢服、旗袍（女性）和牛仔服（主要流行於西雅圖、波特蘭、舊金山、聖地牙哥、洛杉磯）。

### 科技
華裔美國人大部分使用蘋果、三星電子和華為，但由於中美貿易戰的發展，各牌手機有洗牌趨勢。

### 社群媒體
華裔美國人大部分使用微信、新浪微博、TikTok、Facebook、Instagram、Twitter和YouTube。

### 引用
1. ↑  . U.S. Census Bureau.   [2024-09-21]. （原始内容存档于2024-11-19）.
2. 1 2 3  https://web.archive.org/web/20201204133538/https://data.census.gov/cedsci/table?q=chinese%20alone%20or%20in%20combination&t=Race%20and%20Ethnicity&tid=ACSDT1Y2018.B02018&hidePreview=true
3. ↑  .   [2012-03-05]. （原始内容存档于2011-11-12）.
4. ↑  .   [2012-03-05]. （原始内容存档于2012-03-03）.
5. ↑  .   [2012-03-05]. （原始内容存档于2012-05-20）.
6. ↑  利平. . 美國之音.   [2018-06-01]. （原始内容存档于2021-11-27）.
7. ↑   (PDF).   [2016-03-13]. （原始内容存档 (PDF)于2015-09-12）.
8. ↑  .   [2016-03-13]. （原始内容存档于2016-12-20）.
9. 1 2  梁启超《记华工禁约》《饮冰室合集·专集》二十二
10. 1 2  .   [2024-07-24]. （原始内容存档于2025-02-26）.
11. ↑  .   [2006-12-14]. （原始内容存档于2012-10-14）.
12. ↑  Douglas, Erin; Takahashi, Paul. . HoustonChronicle.com. 2020-02-06  [2020-02-13]. （原始内容存档于2020-02-13） （美国英语）.
13. ↑  .   [2020-02-14]. （原始内容存档于2020-02-12）.
14. ↑  Gwynne Hogan; Richard Yeh. . Gothamist. 2020-02-13  [2020-02-15]. （原始内容存档于2020-02-15） （英语）.
15. ↑  . U.S. Census Bureau.   [20 February 2011]. （原始内容存档于2011年2月19日）.
16. ↑  . United States Census Bureau.   [November 26, 2017]. （原始内容存档于2020-02-14）.
17. ↑  . United States Census Bereau. February 2005  [2018年8月11日]. （原始内容存档于2012-08-06）.
18. ↑  期中選舉 亞裔七成挺民主黨 （页面存档备份，存于） 世界日報 2018-11-14
19. ↑   (PDF). United States Census Bureau. February 25, 2003  [October 3, 2012]. （原始内容存档 (PDF)于2019-04-11）.
20. ↑  .   [2017-05-20]. （原始内容存档于2017-04-29）.
21. 1 2
22. 1 2  . Projects.pewforum.org. 18 July 2012  [15 December 2017]. （原始内容存档于3 August 2017）.
23. ↑  Alethea Yip. . Asian Week.   [2007-03-14]. （原始内容存档于2007-03-18）.
24. 1 2  美华裔教授：美国亚裔时常因优秀而遭歧视 被骂“滚回去”[永久]
25. ↑  . （原始内容存档于2018年6月7日）.
26. ↑  .   [2018-02-26]. （原始内容存档于2018-02-27）.
27. ↑  . （原始内容存档于2018年6月7日）.
28. ↑  . （原始内容存档于2018年6月7日）.
29. ↑  . （原始内容存档于2018年6月7日）.
30. ↑  .   [2018-11-12]. （原始内容存档于2019-05-03）.
31. 1 2  .   [2018-11-12]. （原始内容存档于2018-11-12）.
32. ↑  庄国土.  (PDF). 南洋问题研究. 2000, 总第103期  [2019-08-20]. （原始内容存档 (PDF)于2019-08-20）.
33. ↑  . 人民网. 2007-08-09  [2019-08-20]. （原始内容存档于2011-11-21）.

## 外部連結
- 美籍華人組織（英文）
- 美國華人歷史學會（页面存档备份，存于）（英文）
- 美国华人信息网（页面存档备份，存于）（中文）
- Chinese Community in America（页面存档备份，存于）（英文）
- "Paper Son" - 一個在1882年排華法案頒佈時，美籍華人赴美的故事（英文）
- Becoming American: 華人經歷（页面存档备份，存于）（英文）
- 美籍華人對橫貫大陸的鐵路的貢獻（页面存档备份，存于）（英文）